# Серва (Пермский край)
Серва — посёлок в Кочёвском районе Пермского края. Входит в состав Юксеевского сельского поселения. Располагается севернее районного центра, села Кочёво, на правом берегу реки Лолог. Расстояние до районного центра составляет 43 км. По данным Всероссийской переписи населения 2010 года, в посёлке проживало 260 человек (137 мужчин и 123 женщины).

## История
По данным на 1 июля 1963 года, в посёлке проживал 731 человек. Населённый пункт входил в состав Юксеевского сельсовета.